# François Vendasi
François Vendasi, né le 26 juin 1940 à Bastia et mort le 21 novembre 2022 à Paris, est un entrepreneur et homme politique français, sénateur radical (RDSE) de la Haute-Corse (élu le 19 juin 2005 et réélu le 21 septembre 2008).

## Biographie
François Vendasi naît le 24 juin 1940 à Bastia.
Radical depuis plus de 30 ans, François Vendasi, après une carrière d'entrepreneur à la tête de la principale entreprise de BTP de l'île s'est engagé en 1994 dans la vie politique active. Élu conseiller général du 6e canton de Bastia (Montesoro-Furiani) dès cette année-là, il devient en 1995 maire de Furiani, et est réélu sans opposition en 2001.
En 2002, il rompt avec Émile Zuccarelli et se présente contre lui à l'élection législative. Arrivé en tête à l'issue du 1er tour, il est battu au second par le maire de Bastia, qu'il rejoint pourtant en 2003 dans son opposition victorieuse à la réforme institutionnelle de Nicolas Sarkozy, soumise à référendum le 6 juillet 2003. Après la victoire du non, il continue à se rapprocher du député-maire de Bastia. Il est ainsi, lors de l'élection sénatoriale partielle, organisée en juin 2005, en Haute-Corse, à la suite de la démission du sénateur UMP, Paul Natali, le symbole de la réunification des radicaux qui permet son élection. Il siège alors depuis au groupe RDSE du Sénat. Il est réélu sénateur de la Haute-Corse, dès le 1er tour de scrutin, avec près de 63 % des suffrages, le 21 septembre 2008.
Il n'est pas candidat aux élections municipales ni lors des élections sénatoriales de septembre 2014, c'est le président du conseil général, Joseph Castelli, qui lui succède à la Haute Assemblée.
François Vendasi a également été président du Sporting Club de Bastia de 1982 à 1985.
Retiré de la vie publique depuis la fin de son mandat de sénateur, François Vendasi meurt à l'âge de 82 ans le 21 novembre 2022 dans le 7e arrondissement de Paris des suites d'une longue maladie.

## Mandats
- Maire de Furiani (de 1995 à 2014)
- 1er Vice-président du Conseil général de la Haute-Corse (de mars 2001 à août 2005). Il démissionne en application de la loi sur le cumul de mandats à la suite de son élection au Sénat
- Conseiller général de la Haute-Corse (1994-2005 et à nouveau du 9 mars au 4 octobre 2008)
- Sénateur de la Haute-Corse (de juin 2005 à septembre 2014)